# Belgisch kampioenschap wielrennen voor heren elite 2017
Het Belgisch kampioenschap wielrennen voor heren elite 2017 werd gehouden op 25 juni 2017. De start werd gegeven op de Grote Markt in Antwerpen om 238 km later te finishen op de Desguinlei. De titelverdediger is Philippe Gilbert.

## Deelnemers
| Quick-Step Floors | Lotto Soudal | BMC Racing Team |
| --- | --- | --- |
| 1. Philippe Gilbert 2. Laurens De Plus 3. Tim Declercq 4. Dries Devenyns 5. Iljo Keisse 6. Yves Lampaert 7. Pieter Serry 8. Julien Vermote | 10. Sander Armée 11. Tiesj Benoot 12. Kris Boeckmans 13. Sean De Bie 14. Jasper De Buyst 16. Thomas De Gendt 17. Jens Debusschere 19. Nikolas Maes 20. Rémy Mertz 21. Maxime Monfort 22. Jürgen Roelandts 23. Tosh Van der Sande 24. Jelle Vanendert 25. Louis Vervaeke 26. Jelle Wallays 27. Tim Wellens 28. Enzo Wouters | 30. Ben Hermans 31. Dylan Teuns 32. Greg Van Avermaet 33. Nathan Van Hooydonck |
| Team LottoNL-Jumbo | AG2R La Mondiale | Team Katjoesja Alpecin |
| 35. Victor Campenaerts 36. Floris De Tier 37. Jurgen Van den Broeck 38. Gijs Van Hoecke 39. Maarten Wynants | 40. Gediminas Bagdonas 41. Oliver Naesen | 43. Jenthe Biermans 44. Baptiste Planckaert |
| Team Sunweb | Trek-Segafredo | Cannondale-Drapac |
| 45. Bert De Backer 46. Zico Waeytens | 47. Jasper Stuyven 48. Edward Theuns | 49. Tom Van Asbroeck 50. Sep Vanmarcke |
| Orica-Scott | Astana Pro Team | Team Dimension Data |
| 51. Jens Keukeleire | 52. Laurens De Vreese | 53. Serge Pauwels |
| Sport Vlaanderen-Baloise | Wanty-Groupe Gobert | Veranda's Willems-Crelan |
| 55. Piet Allegaert 57. Aimé De Gendt 58. Kenny De Ketele 59. Moreno De Pauw 60. Lindsay De Vylder 62. Kevin Deltombe 64. Eliot Lietaer 65. Christophe Noppe 66. Edward Planckaert 67. Ruben Pols 68. Jonas Rickaert 69. Jarl Salomein 70. Thomas Sprengers 71. Stijn Steels 72. Dries Van Gestel 73. Preben Van Hecke 74. Bert Van Lerberghe 76. Jelle Wallays | 78. Frederik Backaert 79. Jérôme Baugnies 80. Thomas Degand 81. Kenny Dehaes 82. Tom Devriendt 83. Xandro Meurisse 84. Robin Stenuit 85. Guillaume Van Keirsbulck 86. Kévin Van Melsen 87. Pieter Vanspeybrouck 88. Frederik Veuchelen                                                                                     | 90. Gaëtan Bille 91. Sander Cordeel 93. Stijn Devolder 94. Timothy Dupont 95. Michael Goolaerts 96. Jappe Jaspers 97. Tim Merlier 98. Christophe Prémont 99. Wout van Aert 100. Elias Van Breussegem 102. Otto Vergaerde |
| WB Veranclassic-Aqua Protect | Cofidis | Fortuneo-Vital Concept |
| 104. Ludwig De Winter 105. Sébastien Delfosse 106. Tom Dernies 107. Thomas Deruette 108. Jimmy Duquennoy 109. Grégory Habeaux 110. Kevyn Ista 111. Roy Jans 112. Lawrence Naesen 113. Olivier Pardini 114. Dimitri Peyskens 115. Ludovic Robeet 116. Julien Stassen 117. Maxime Vantomme 118. Antoine Warnier                                                  | 120. Dimitri Claeys 121. Jonas Van Genechten 122. Michael Van Staeyen 123. Kenneth Vanbilsen | 124. Boris Vallée |
| Marlux-Napoleon Games | Pauwels Sauzen-Vastgoedservice | Cibel-Cebon |
| 125. Eli Iserbyt 126. Kevin Pauwels 127. Dieter Vanthourenhout 128. Michael Vanthourenhout 129. Klaas Vantornout | 130. Jens Adams 131. Gerry Druyts 132. Alexander Geuens 133. Rob Leemans 134. Rob Peeters | 135. Robby Cobbaert 136. Dennis Coenen 138. Mathias De Witte 139. Michiel Dieleman 140. Jimmy Janssens 141. Brecht Ruyters                                                                                               |
| Telenet-Fidea Lions | Beobank-Corendon | ERA-Circus |
| 142. Jim Aernouts 143. Toon Aerts 144. Nicolas Cleppe 145. Quinten Hermans 146. Daan Soete | 147. Daan Hoeyberghs 148. Tom Meeusen 149. Gianni Vermeersch | 150. Wietse Bosmans 151. Diether Sweeck 152. Laurens Sweeck |
| Roubaix Lille Métropole | Leopard Pro Cycling | |
| 155. Joeri Calleeuw 156. Lander Seynaeve 157. Nicolas Vereecken 158. Emiel Vermeulen | 159. Laurent Vanden Bak | |

## Uitslag
| Plaats | Naam                 | Ploeg                              | Tijd     |
| ------ | -------------------- | ---------------------------------- | -------- |
| 1      | Oliver Naesen        | AG2R La Mondiale                   | 5u18'29" |
| 2      | Sep Vanmarcke        | Cannondale-Drapac Pro Cycling Team | +0"      |
| 3      | Jasper Stuyven       | Trek-Segafredo                     | +0"      |
| 4      | Jens Keukeleire      | Orica-Scott                        | +1"      |
| 5      | Nathan Van Hooydonck | BMC Racing Team                    | +4"      |
| 6      | Tim Merlier          | Veranda's Willems-Crelan           | +47"     |
| 7      | Preben Van Hecke     | Sport Vlaanderen-Baloise           | +47"     |
| 8      | Yves Lampaert        | Quick-Step Floors                  | +48"     |
| 9      | Tim Wellens          | Lotto Soudal                       | +48"     |
| 10     | Jasper De Buyst      | Lotto Soudal                       | +1'20"   |